# العمود (الجوبة)

تعديل مصدري - تعديل

العمود هي إحدى قرى عزلة يعرة بمديرية الجوبة التابعة لمحافظة مأرب، بلغ تعداد سكانها 1048 نسمة حسب تعداد اليمن لعام 2004.